# Pièces commémoratives émises par les États-Unis à l'occasion des Jeux olympiques de 1984
Les pièces commémoratives émises par les États-Unis à l'occasion des Jeux olympiques de 1984 sont une série de deux pièces de un dollar en argent et une pièce de dix dollars en or. Ces pièces sont autorisées par la loi publique 97-220. Reconnaissant le besoin de financement, la législation d'autorisation autorise la vente de pièces de monnaie pré-émission, avec des suppléments de 10 $ pour chaque dollar en argent et de 50 $ pour chaque pièce d'or de 10 $, à remettre aux comités olympiques. Le tirage autorisé est de 50 millions de pièces au total pour les dollars en argent de 1983 et 1984 et de 2 millions pour la pièce de 10 $ en or de 1984. Si les 52 millions de pièces avaient été vendues, les comités olympiques auraient pu recevoir 600 millions de dollars.

## Contexte
Avant les Jeux de 1984, les Jeux olympiques sont largement financés par des fonds publics fournis par la ville ou la nation hôte, soit par l'allocation de fonds fiscaux, soit par le biais de loteries. Traditionnellement, l'hôte investit énormément dans la construction de nouveaux stades et arènes, de logements pour les athlètes et d'infrastructures nouvelles ou modernisées pour accueillir les grandes foules attendues pour assister aux Jeux. Les villes hôtes espèrent toujours que les revenus directs des Jeux ainsi que les avantages économiques post-olympiques des nouvelles installations et infrastructures couvrent les coûts d'organisation, mais les budgets initiaux sont souvent sous-estimés et les pertes financières sont courantes.
Le 20 mai 1981, le sénateur Alan Cranston, du parti démocrate, présente la proposition de loi S.1230 — la loi sur les pièces commémoratives olympiques — dont le but est d'autoriser la frappe de pièces commémoratives et d'aider à financer les Jeux olympiques de Los Angeles sans avoir recours aux fonds publics,. S'il avait été adopté tel qu'il est rédigé, le projet de loi aurait créé 29 modèles de pièces différents , dont 24 disponibles en deux versions (belle épreuve et brillant universel). Un collectionneur cherchant un ensemble complet aurait dû acheter 53 pièces pour un coût estimé à l'époque entre 5 000 et 8 000 dollars.
L'un de ses critiques les plus virulents était le représentant Frank Annunzio (en), qui présente le projet de loi HR.3879 — l' Olympic Commemorative Silver Dollar Act — , un projet de loi concurrent du S.1230, le 11 juin 1981. Son projet de loi a une portée beaucoup plus petite, appelant à un seul modèle de dollar en argent avec un tirage maximum de 25 millions de pièces.
Après près d'un an de discussion,  le projet de loi prévoit finalement un programme de trois pièces composé de deux dollars en argent et d'une pièce en or de 10 $. La loi permettant la production des pièces est signée par le président Ronald Reagan le 22 juillet 1982.

## Pièce de 1 dollar en argent

### 1983

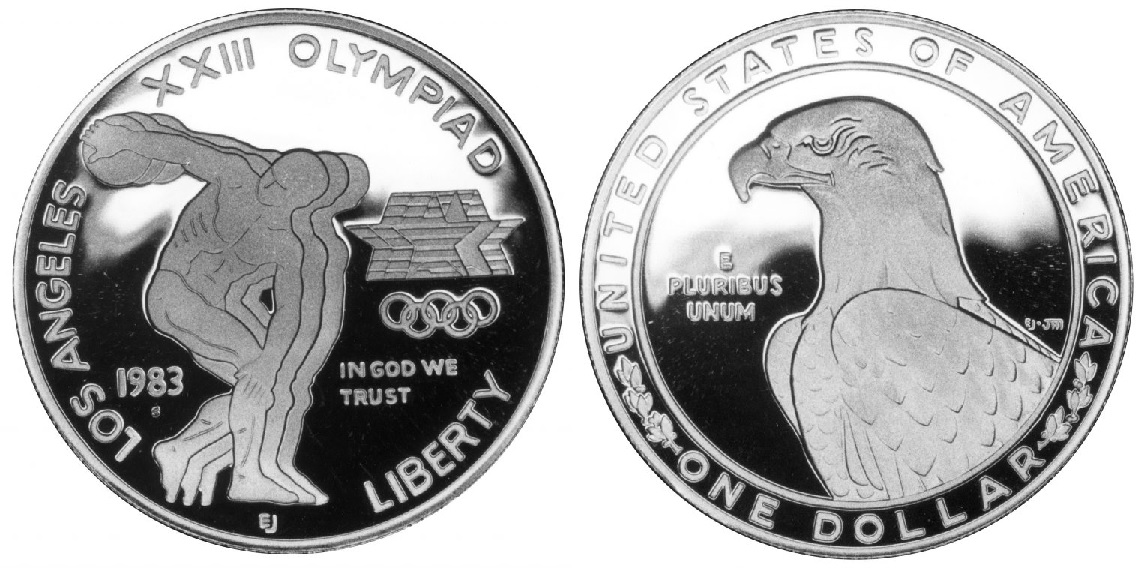
Le dollar commémoratif « lanceur de disque » de 1983.

Le dollar en argent commémoratif des Jeux olympiques de 1983 est émis pour célébrer les Jeux olympiques de 1984 qui se déroulent à Los Angeles, en Californie. Cette pièce est notamment le premier dollar d'argent commémoratif produit depuis 1900. Alors que la dénomination n'est utilisée qu'à une seule occasion pour les premières pièces commémoratives, le dollar en argent est devenu un pilier des pièces commémoratives modernes.
L'avers de la pièce présente une représentation du lanceur de disque grec traditionnel, inspirée du travail de Myron. Trois contours sont représentés pour donner une impression de mouvement. À droite, le symbole de l'étoile olympique en mouvement apparaît avec les anneaux olympiques. Le revers de la pièce représente la tête et le haut du corps d'un aigle à tête blanche. Le dessin est réalisé par Elizabeth Jones, sculptrice et graveur en chef de la Monnaie des États-Unis. Les inscriptions sur l'avers sont « Los Angeles », « XXIIIe Olympiade », « In God We Trust », « Liberty » et la date « 1983 ». Les inscriptions du revers sont « United States of America » , « E pluribus unum », et la dénomination « One Dollar »,.

### 1984

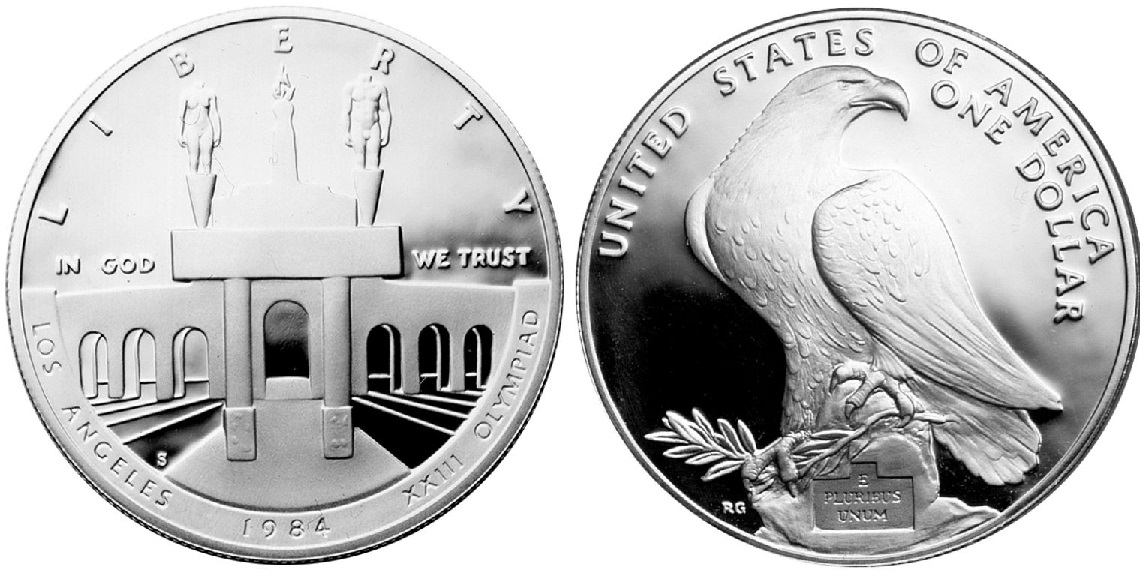
Le dollar commémoratif « Los Angeles Memorial Coliseum » de 1984.

En 1984, la Monnaie émet une deuxième pièce pour marquer la XXIIIe Olympiade.  Le 1984 Olympics Commemorative Silver Dollar est frappé en argent à 90 % et représente le Olympic Gateway, qui est l'entrée du Los Angeles Memorial Coliseum. Deux sculptures sans tête apparaissent de part et d'autre d'une flamme olympique sur un linteau. Le revers de la pièce représente un aigle à tête blanche perché avec un rameau d'olivier.
La pièce est conçue par Robert Graham (en), qui a déjà créé la Porte olympique. L'avers et le revers portent les mêmes inscriptions que la pièce de 1983, la date, 1984, mise à part. Au total, 451 304 dollars brillant universel de 1984 sont frappés dans les trois hôtels des monnaies, et 1 801 210 dollars belle épreuve à San Francisco.

## Pièce de 10 dollars en or

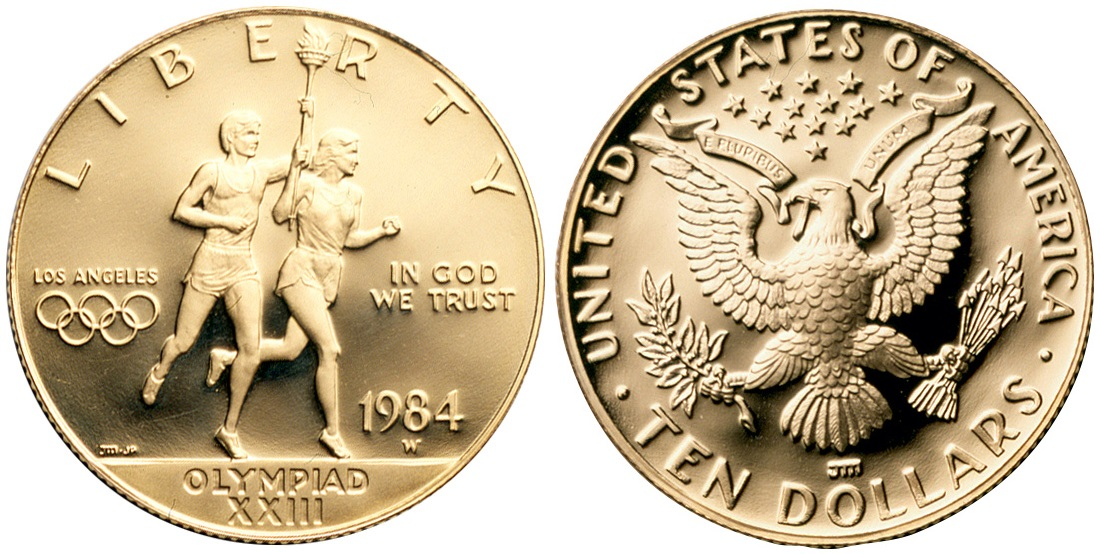
La pièce commémorative de 10 dollars « Olympic runners » de 1984.

L'eagle en or de la 23e Olympiade est une pièce très attendue, mais la publication de son dessin provoque une nouvelle déception. L'avers représente deux coureurs, un homme et une femme, portant la flamme olympique, et les collectionneurs surnomment rapidement ce tableau comme « Dick et Jane (en) en train de courir ». La date de frappe apparaît à droite des coureurs, avec le différent en dessous. Apparaissent également les initiales de John Mercanti (« JM ») et de James Peed (« JP »), également du personnel de la Monnaie, qui fournissent le croquis à partir duquel Mercanti travaille. Le revers de cette pièce semble avoir été réfléchi après coup, car Mercanti ne prépare qu'une simple représentation de l'aigle héraldique vu plusieurs fois auparavant dans la monnaie américaine. Les initiales « JM » sont placées bien en évidence en dessous. Les ventes de la pièce de dix dollars en or sont inférieures à celles des pièces d'argent, en raison de leur valeur intrinsèque élevée et du prix d'émission élevé qui en résulte. Les monnaies de Philadelphie, Denver et San Francisco produisent un nombre à peu près similaire de ces pièces au format belle épreuve. Des exemplaires belle épreuve et brillant universel sont frappés à la Monnaie de West Point, dans l'État de New York, et celles-ci portent son différent « W » distinctif sous la date. Même si West Point fabrique des pièces de manière anonyme depuis 1974, cela marque le début de sa marque d'atelier, ce qui contribue grandement à stimuler les ventes de la populaire édition épreuve numismatique. Sur les deux millions de pièces autorisées par la loi publique 97-220, 497 478 sont frappées dans les quatre hôtels des monnaies (dont une majorité à West Point), et 75 886 pièces brillant universel le sont à West Point,.

## Ventes
Au total, 5 045 474 pièces olympiques sont vendues ; 73,5 millions de dollars sont collectés en surtaxes, ce qui est loin de correspondre au budget prévu par les organisateurs des Jeux olympiques. Cependant, la Monnaie américaine réalise un bénéfice net de 10,3 millions de dollars et acquiert une expérience précieuse dans la commercialisation des pièces commémoratives.